# Наділля
Наділля (пол. Nadole) — лемківське село в Польщі, у гміні Дукля Кросненського повіту Підкарпатського воєводства.
Населення — 476 осіб (2011).

## Історія
Перша письмова згадка датується 28 серпня 1366 р., коли Казимир III Великий у Кракові підтвердив дарування канцлером Янушем Сухивільком своїм синам сіл Гирова, Кобиляни, Ленки, Сулістрова, Дукля, Наділля, Мшана, Драганова, Івля та інших.
Після Другої світової війни Лемківщина, попри сподівання лемків на входження в УРСР, була віддана Польщі, а корінне українське населення примусово-добровільно вивозилося в СРСР. Згодом, у період між 1945 і 1947 роками, у цьому районі тривала боротьба між підрозділами УПА та радянським військами. 4 українці в 1947 році між 25 і 31 травня в результаті операції «Вісла» було депортовано на понімецькі землі Польщі, на їх місце були поселені поляки.
До 1954 року було осередком окремої гміни, що називалась так само, як і село.
У 1975—1998 роках село належало до Кросненського воєводства.

## Демографія
Демографічна структура станом на 31 березня 2011 року:
|          | Загалом | Допрацездатний вік | Працездатний вік | Постпрацездатний вік |
| -------- | ------- | ------------------ | ---------------- | -------------------- |
| Чоловіки | 221     | 49                 | 150              | 22                   |
| Жінки    | 255     | 53                 | 138              | 64                   |
| Разом    | 476     | 102                | 288              | 86                   |